# Michael Krohn-Dehli
Michael Krohn-Dehli (Copenhague, 6 de junio de 1983) es un exfutbolista danés que jugaba como centrocampista.

## Trayectoria

### Inicios
Empezó a jugar al fútbol en el Rosenhoj BK de Dinamarca, y posteriormente en otros clubes daneses como el Hvidovre IF o el Brondby IF. Con 19 años, probó suerte en las categorías inferiores del Ajax dirigido por Danny Blind, pero tras no convencer al mánager del primer equipo Ronald Koeman se marchó libre al RKC Waalwijk.

### RKC Waalwijk
Su debut profesional se produjo en el RKC Waalwijk de la Eredivisie, en un empate a cero goles frente al FC Groningen. En las dos temporadas que permaneció en este club se ganó un puesto como titular llegando a disputar un total de 48 partidos, en los que marcó 2 goles. Jugó al lado de Thomas Vermaelen.

### Ajax
Dos años después fue repescado libre por el Ajax, pero al solo participar en tres partidos, marchó cedido al Sparta Rotterdam holandés. Tras su regreso al Ajax, tampoco dispuso de oportunidades, ya que solo disputó un partido.

### Brondby IF
Fue traspasado en junio de 2008 al Brondby IF danés, equipo en el que finalmente se asentó y logró tener la importancia que buscaba. Logró un buen rendimiento en este club, que le llevó a jugar con la selección danesa. Su mejor temporada fue la 2010/11 en la que se convirtió en uno de los goleadores del campeonato nacional, ya que consiguió anotar doce goles. En las cinco temporadas que permaneció en el Brondby disputó un total de 123 partidos en los que consiguió anotar la cifra de 26 goles.

### RC Celta
El 22 de agosto de 2012 se confirmó su traspaso al Celta de Vigo, recién ascendido a la Primera División española. Debutó en la 3ª jornada en el campo de Anoeta frente a la Real Sociedad. El 26 de enero de 2013 el danés dio un gol a su equipo en el partido disputado en Balaídos ante la Real Sociedad. Sus buenas actuaciones con el equipo celeste lo convierten en uno de los jugadores referencia del equipo y la afición.
En su segunda temporada, con la llegada al banquillo de Luis Enrique bajó un poco su rendimiento y perdió en algunos partidos la titularidad, aunque siguió siendo una pieza importante en el club celeste. Su "descubrimiento" como medio centro defensivo en el tramo final de la temporada supuso su afianzamiento en el once titular del R.C. Celta, firmando grandes actuaciones. Jugador de impecable colocación en el campo y de extraordinaria facilidad para jugar al primer toque. Todo esto unido a su gran visión de juego le convierten en un jugador fundamental del equipo celeste.
De cara a la temporada 2014/15 con Eduardo Berizzo en el banquillo, Michael sigue como un fijo en el centro del campo del Celta, dando grandes asistencias de gol y marcando su primer gol en el empate a uno ante el Elche C. F. el 2 de marzo. Jugó todos los partidos del año, hasta que una lesión le llevó a perderse el primero, el 8 de marzo.

### Sevilla FC
El 1 de junio de 2015, el Sevilla FC anuncia oficialmente su contratación para las dos siguientes temporadas, más una opcional. En abril de 2016, sufrió una grave lesión en un partido contra el Shakhtar, por la que estuvo casi un año de baja. En enero de 2017, antes de reaparecer, volvió a caer lesionado gravemente. Finalmente y más de un año después vuelve a entrar en la convocatoria de un partido que enfrentaría a su equipo contra la Real Sociedad. En la temporada siguiente ficha por el Deportivo.

## Selección nacional
Ha sido internacional con la Selección de fútbol de Dinamarca, en la que ha jugado 59 partidos internacionales.
Su debut internacional se produjo el 11 de octubre de 2006 en la fase clasificatoria para la Eurocopa 2008, en un partido contra Liechtenstein.
El 9 de junio de 2012 marcó su primer gol en una Eurocopa, marcando el 1-0 ante Holanda que supondría la victoria danesa. También marcaría el 17 de junio el gol del empate ante Alemania, donde a la postre cayeron derrotados 1-2, y no conseguirían pasar a cuartos de final.

## Clubes
| Club                       | País         | Año       |
| -------------------------- | ------------ | --------- |
| RKC Waalwijk               | Países Bajos | 2004-2006 |
| AFC Ajax                   | Países Bajos | 2006-2008 |
| Sparta de Róterdam(cedido) | Países Bajos | 2006-2007 |
| Brøndby IF                 | Dinamarca    | 2008-2012 |
| Celta de Vigo              | España       | 2012-2015 |
| Sevilla Fútbol Club        | España       | 2015-2018 |
| Deportivo de La Coruña     | España       | 2018-2019 |

## Palmarés
| Título             | Club          | Sede    | Año  |
| ------------------ | ------------- | ------- | ---- |
| UEFA Europa League | Sevilla F. C. | Basilea | 2016 |